# 鍾志平
钟志平，GBS，JP是香港的工业家和企业家，于电子及电器行业拥有逾40年经验 ，推动香港工业发展不遗余力。
钟教授分别持有英国华威大学颁授之工程学博士学位及澳门城市大学颁授之工商管理博士学位。

## 职衔及荣誉
- 1997年荣获香港青年工业家奖
- 2005年7月1日被香港特别行政区政府委任为太平绅士
- 2006年获澳洲新南威尔士纽卡斯尔大学颁发荣誉博士学位
- 2007年获香港理工大学颁授荣誉工商管理博士衔
- 2010年12月获英国华威大学委任为工程教授
- 2011年7月1日获香港特别行政区政府颁授铜紫荆星章
- 2011年7月至2013年7月出任香港工业总会主席
- 于香港特别行政区政府多个咨询委员会出任委员，并热切参与众多社褔机构，服务社群
- 2017年6月30日獲香港特別行政區政府頒授金紫荊星章。[1]

## 商界职务
- 创科实业有限公司（股份代号：0669）非执行董事及创办人之一
- 1997年1月起担任建溢集团（股份代号：0638）之独立非执行董事
- 2013年11月27日获委任为东江集团（控股）有限公司（股份代号：2283）之独立非执行董事
- 2014年4月1日获委任为富士高实业控股有限公司（股份代号：0927）之独立非执行董事
- KFM金德控股有限公司（股份代号：3816）之独立非执行董事

## 公益服務
- 香港外展訓練學校基金會員、前主席[2]
- Outward Bound International （页面存档备份，存于）全球大使[3]

1. ↑   (PDF). 香港特別行政區政府. 2017-06-30  [2017-06-30]. （原始内容 (PDF)存档于2017-07-13）.
2. ↑  香港外展訓練學校. .   [2022-04-04]. （原始内容存档于2022-06-11）.
3. ↑  Outward Bound International. . OBI.   [2022-04-04]. （原始内容存档于2022-05-24）.